# TSV St. Otmar St. Gallen
El TSV St. Otmar St. Gallen es un club de balonmano suizo de la ciudad de San Galo.

## Palmarés
- Liga de Suiza de balonmano (7): 1971, 1973, 1974, 1981, 1982, 1986, 2001
- Copa de Suiza de balonmano (4): 1980, 1981, 2000, 2001

## Plantilla 2024-25
|  | Porteros - 01 Andreas Björkman - 12 Noah Küffer - 16 Noé Hottinger Extremos izquierdos - 05 Andrin Dörwaldt - 09 Simon Locher - 24 Andrin Schneider Extremos derechos - 02 Noah Bolt - 07 Francesco Ardielli - Robert Weber Pívots - 06 Jan Brülisauer - 13 Carl Löfström - 17 Gregor Rilak | Laterales izquierdos - 03 David Knezevic - 04 Maël Tobler - 08 Moritz Heinl - 14 Hleb Harbuz Centrales - 10 Marcus Stroustrup - 18 Justin Kürsteiner - 21 Alexander Möller Laterales derechos - 15 Max Höning - 23 Joschua Braun |